# Ніколаєва Тетяна Миколаївна
Тетяна Миколаївна Ніколаєва (рос. Николаева Татьяна Николаевна; 25 грудня 1919, село Баскаки Владимирської губернії, тепер Владимирської області, Російська Федерація — 21 січня 2022, Москва, Росія) — радянська державна діячка, секретар ВЦРПС, 1-й секретар Івановського міськкому КПРС. Член ЦК КПРС у 1961—1971 роках. Депутат Верховної ради Російської РФСР 5-го скликання. Депутат Верховної Ради СРСР 6—8-го скликань.

## Життєпис
Народилася в родині селянина-середняка. Навчалася в сільській школі, а потім в семирічній школі міста Іваново.
У 1936—1938 роках — вчителька історії сільської школи. У 1940—1941 роках — директор неповної середньої школи.
Член ВКП(б) з 1940 року.
З 1941 року — інструктор, заступник завідувача відділу районного комітету ВКП(б). У 1945 році — заступник завідувача відділу  Ризького міського комітету КП(б) Латвії.
До 1948 року — 1-й секретар районного комітету ВКП(б) Івановської області.
У 1948—1950 роках — заступник завідувача, завідувач відділу пропаганди і агітації Івановського міського комітету ВКП(б).
У 1950 році заочно закінчила Івановський державний педагогічний інститут.
У 1950 — січні 1959 року — секретар Івановського обласного комітету ВКП(б) (КПРС).
У січні — березні 1959 року — 1-й секретар Івановського міського комітету КПРС.
28 березня 1959 — 26 квітня 1971 року — секретар Всесоюзної центральної ради професійних спілок (ВЦРПС), член Президії ВЦРПС.
У 1960—1993 роках — постійний представник СРСР в Комісії Організації Об'єднаних Націй (ООН) зі становища жінок. Заступник голови Товариства радянсько-польської дружби.
З 1971 по 1992 рік — відповідальний секретар і член комісії зі встановлення персональних пенсій при Раді міністрів СРСР.
Потім — персональний пенсіонер союзного значення в Москві.

## Нагороди і звання
- орден Леніна (1960)
- орден Трудового Червоного Прапора
- орден Дружби народів (1979)
- медаль «За доблесну працю у Великій Вітчизняній війні 1941—1945 рр.»
- медалі